# Aaron Paul

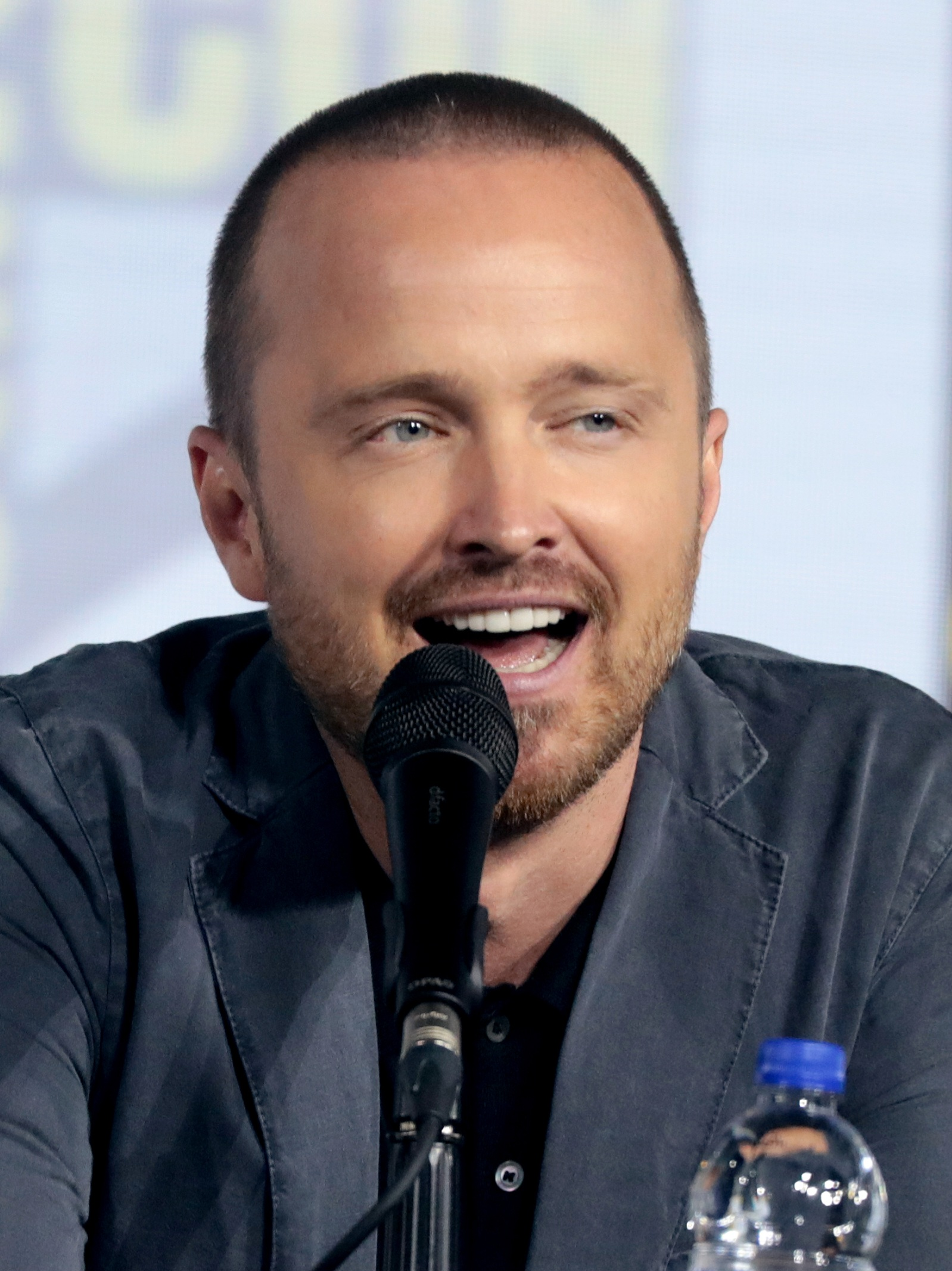
Aaron Paul auf der San Diego Comic Con 2019

Aaron Paul (* 27. August 1979 als Aaron Paul Sturtevant in Emmett, Idaho) ist ein US-amerikanischer Schauspieler, der vor allem durch seine Rolle als Jesse Pinkman in der Fernsehserie Breaking Bad bekannt wurde. Für diese Rolle erhielt er mehrere Preise, unter anderem drei Emmy-Awards als bester Nebendarsteller.

## Biografie
Paul wuchs in Idaho als fünftes Kind eines Baptistenpastors auf. Schon früh begann er damit, in Theaterstücken der Kirche mitzuspielen. Seit der achten Klasse wollte er Schauspieler werden. In der Highschool durfte er in den Schauspielkursen der älteren Klassen mitspielen. Er absolvierte die Schule ein Jahr früher und zog mit 17 Jahren nach Los Angeles. Bald darauf erhielt er Rollen in Kurzfilmen und in den Musikvideos Thoughtless der Band Korn und White Trash Beautiful von Everlast.
Daraufhin war er unter anderem in kleineren Rollen in den Filmen Mission: Impossible III, K-PAX, Party Animals und The Last House on the Left und in den Fernsehserien The Guardian, CSI: Crime Scene Investigation, CSI: Miami, Emergency Room, Bones, Criminal Minds, Sleeper Cell und Akte X zu sehen. In dem Horrorfilm Wreckage spielte Paul 2010 eine Hauptrolle.
In der Serie Big Love spielte er erstmals eine durchgehende Rolle. Für die AMC-Dramaserie Breaking Bad wurde er für die Rolle des Drogendealers Jesse Pinkman besetzt, die er von 2008 bis 2013 spielte. Seine Rolle sollte eigentlich am Ende der ersten Staffel sterben, der Showrunner Vince Gilligan entschied sich jedoch später dagegen. Für die Rolle erhielt er öffentliche Anerkennung sowie mehrere Preise und Nominierungen. 2014 übernahm Paul in Need for Speed, der Verfilmung der gleichnamigen Autorennspiel-Serie, die Hauptrolle. In der Netflix-Animationsserie BoJack Horseman lieh er von 2014 bis 2020 der Figur Todd Chavez im Original die Stimme. 2020 übernahm er als Caleb Nichols eine der Hauptrollen in der dritten Staffel der HBO-Serie Westworld.
Nachdem Paul zunächst mit Jessica Lowndes liiert gewesen war, verlobte er sich im Januar 2012 mit Lauren Parsekian. Im Mai 2013 heirateten sie in Malibu. Seit Anfang des Jahres 2018 sind Parsekian und Paul Eltern einer Tochter, Story Annabelle Paul. Im April 2022 wurde ihr Sohn Ryden Caspian Paul geboren.
Von April bis November 2016 spielte Paul als Wildcard im Team von LA Sunset in der Global Poker League und kam mit seinem Team bis in die Playoffs.
Im November 2022 ließ er seinen Nachnamen offiziell in Paul ändern.

## Filmografie
- 1998: Even the Losers (Kurzfilm)
- 1999: Locust Valley (Fernsehfilm)

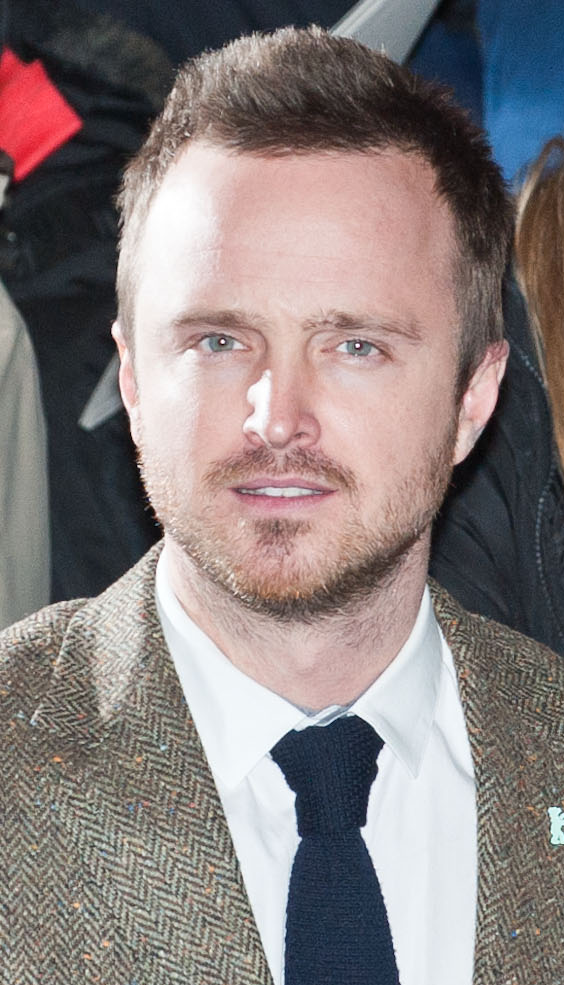
Paul auf der Berlinale (2014)

- 1999: Beverly Hills, 90210 (Fernsehserie, eine Episode)
- 1999: Susan (Suddenly Susan, Fernsehserie, eine Episode)
- 1999: Hinterm Mond gleich links (3rd Rock from the Sun, Fernsehserie, Episode 4x24)
- 1999: Melrose Place (Fernsehserie, eine Episode)
- 2000: Hilfe! Ich bin ein Fisch (Hjælp, jeg er en fisk)
- 2000: Hoffnungslos verliebt (Whatever It Takes)
- 2000: Sechs unter einem Dach (Get Real, Fernsehserie, eine Episode)
- 2001: 100 gute Hundetaten (100 Deeds for Eddie McDowd, Fernsehserie, eine Episode)
- 2001: Lady Cops – Knallhart weiblich (The Division, Fernsehserie, eine Episode)
- 2001: Nikki (Fernsehserie, eine Episode)
- 2001: K-PAX – Alles ist möglich (K-PAX)
- 2001: The Guardian – Retter mit Herz (The Guardian, Fernsehserie, eine Episode)
- 2003: Akte X – Die unheimlichen Fälle des FBI (The X-Files, Fernsehserie, Episode 9x05 Der Herr der Fliegen)
- 2001–2002: Für alle Fälle Amy (Judging Amy, Fernsehserie, zwei Episoden)
- 2002: New York Cops – NYPD Blue (NYPD Blue, Fernsehserie, eine Episode)
- 2002: CSI: Den Tätern auf der Spur (CSI: Crime Scene Investigation, Fernsehserie, Episode 2x17)
- 2002: Wasted (Fernsehfilm)
- 2002: Party Animals – Wilder geht’s nicht! (Van Wilder)
- 2002: Birds of Prey (Fernsehserie, zwei Episoden)
- 2003: The Snobs (Kurzfilm)
- 2003: Emergency Room – Die Notaufnahme (ER, Episode 9x12)
- 2003: Kingpin – Kartell des Todes (Kingpin, Miniserie, eine Episode)
- 2003: CSI: Miami (Fernsehserie, eine Episode)
- 2003: Springfield Story (The Guiding Light, Fernsehserie, eine Episode)
- 2003: Threat Matrix – Alarmstufe Rot (Threat Matrix, Fernsehserie, eine Episode)
- 2004: Line of Fire (Fernsehserie, eine Episode)
- 2004: Das perfekte Paar (Perfect Opposites)
- 2005: Sleeper Cell (Fernsehserie, eine Episode)
- 2005: Zickenterror an der High School (Bad Girls from Valley High)
- 2005: Veronica Mars (Fernsehserie, eine Episode)
- 2005: Candy Paint (Kurzfilm)
- 2005: Die himmlische Joan (Joan of Arcadia, Fernsehserie, eine Episode)
- 2005: Point Pleasant (Fernsehserie, drei Episoden)
- 2005: Criminal Minds (Fernsehserie, Episode 01x10)
- 2006: Bones – Die Knochenjägerin (Bones, Fernsehserie, eine Episode)
- 2006: Ghost Whisperer – Stimmen aus dem Jenseits (Ghost Whisperer, Fernsehserie, eine Episode)
- 2006: Mission: Impossible III
- 2006: Choking Man
- 2007–2011: Big Love (Fernsehserie, 14 Episoden)
- 2007: Leo (Kurzfilm)
- 2007: Daydreamer
- 2008–2013: Breaking Bad (Fernsehserie, 62 Episoden)
- 2008: Say Goodnight
- 2009: The Last House on the Left
- 2010: Wreckage
- 2010: Weird: The Al Yankovic Story (Kurzfilm)
- 2011: Quirky Girl (Kurzfilm)
- 2012: Smashed
- 2014: A Long Way Down
- 2014: Need for Speed
- 2014: Hellion
- 2014–2020: BoJack Horseman (Animationsserie, Stimme von Todd)
- 2014: Exodus: Götter und Könige (Exodus: Gods and Kings)
- 2015: Eye in the Sky
- 2015: Väter und Töchter – Ein ganzes Leben (Fathers and Daughters)
- 2016: Triple 9
- 2016: Come and Find Me
- 2016: Central Intelligence
- 2016: Kingsglaive: Final Fantasy XV (Stimme)
- 2016–2018: The Path (Fernsehserie, 36 Episoden)
- 2017: Das 9. Leben des Louis Drax (The 9th Life of Louis Drax)
- 2017, 2023: Black Mirror (Fernsehserie, 2 Episoden)
- 2018: Welcome Home
- 2018: American Woman
- 2019: El Camino: Ein „Breaking Bad“-Film (El Camino: A Breaking Bad Movie)
- 2019: The Parts You Lose
- 2019–2020: Truth Be Told: Der Wahrheit auf der Spur (Truth Be Told, Fernsehserie, 8 Episoden)
- 2020–2022: Westworld (Fernsehserie, 11 Episoden)
- 2020: Adam
- 2022: Dual
- 2022: Better Call Saul (Fernsehserie, 2 Episoden)
- 2025: Ash

## Auszeichnungen

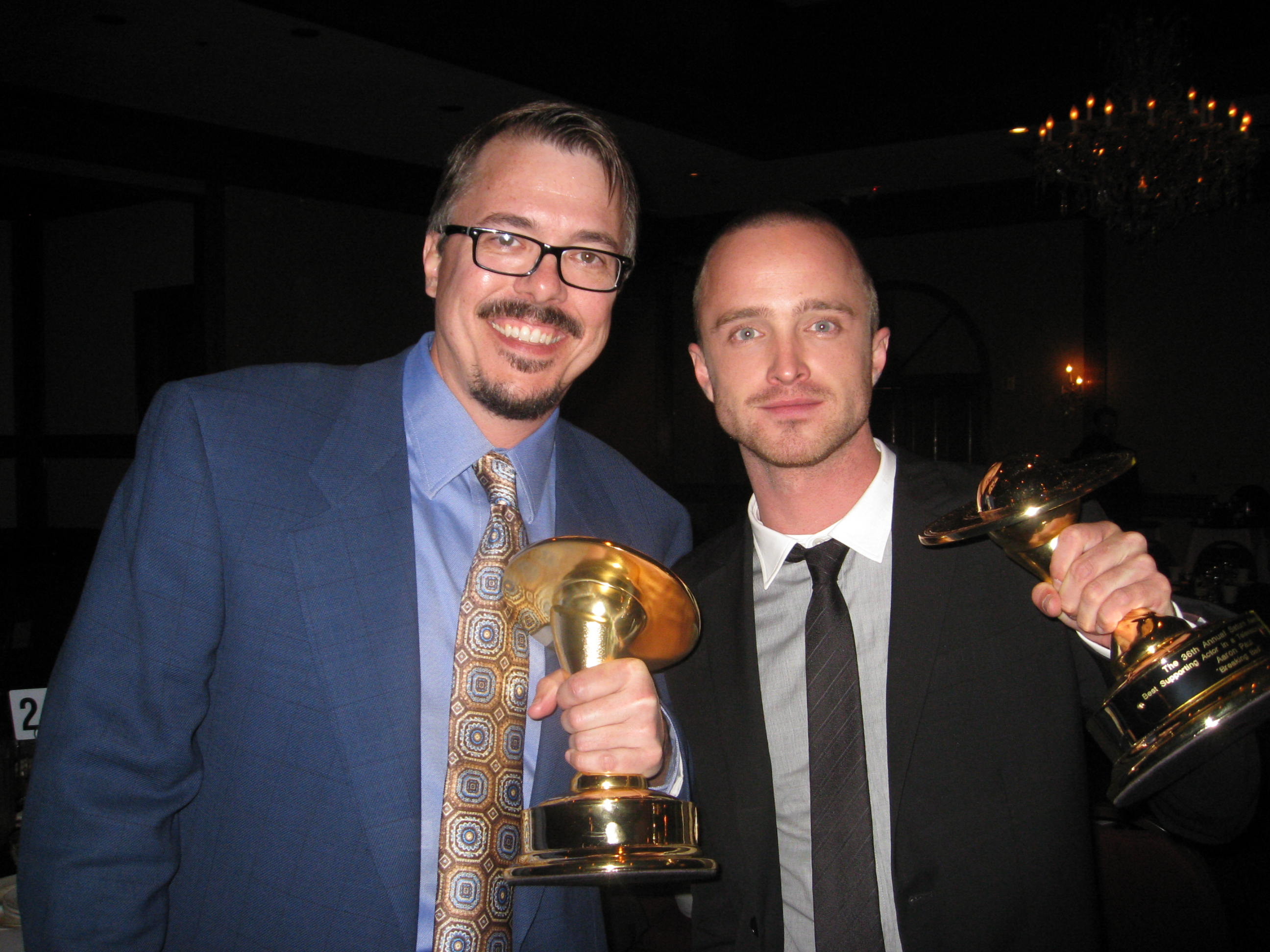
Vince Gilligan und Aaron Paul bei den 36th Annual Saturn Awards, 2010

Aaron Paul erhielt 2009 seine ersten Nominierungen als Jesse Pinkman in der Fernsehserie Breaking Bad. Für diese Rolle gewann er 2010, 2012 und 2014 einen Emmy als Bester Nebendarsteller einer Dramaserie. Von 2010 bis 2012 wurde Paul als Bester Nebendarsteller des Fernsehens für den Saturn Award nominiert, 2010 und 2012 gewann er diesen. Unter den weiteren Nominierungen sind eine Satellite-Awards-Nominierung und eine Prism-Award-Nominierung. Auch Breaking Bad sowie dessen Ensemble erhielt weitere Auszeichnungen.
| Tabellarische Übersicht der Auszeichnungen und Nominierungen | Tabellarische Übersicht der Auszeichnungen und Nominierungen | Tabellarische Übersicht der Auszeichnungen und Nominierungen | Tabellarische Übersicht der Auszeichnungen und Nominierungen                                   | Tabellarische Übersicht der Auszeichnungen und Nominierungen |
| Jahr                                                         | Auszeichnung                                                 | Für                                                          | Kategorie                                                                                      | Resultat                                                     |
| ------------------------------------------------------------ | ------------------------------------------------------------ | ------------------------------------------------------------ | ---------------------------------------------------------------------------------------------- | ------------------------------------------------------------ |
| 2009                                                         | Emmy                                                         | Aaron Paul als Jesse Pinkman                                 | Outstanding Supporting Actor in a Drama Series                                                 | Nominiert                                                    |
| 2010                                                         | Emmy                                                         | Aaron Paul als Jesse Pinkman                                 | Outstanding Supporting Actor in a Drama Series                                                 | Gewonnen                                                     |
| 2012                                                         | Emmy                                                         | Aaron Paul als Jesse Pinkman                                 | Outstanding Supporting Actor in a Drama Series                                                 | Gewonnen                                                     |
| 2013                                                         | Emmy                                                         | Aaron Paul als Jesse Pinkman                                 | Outstanding Supporting Actor in a Drama Series                                                 | Nominiert                                                    |
| 2014                                                         | Emmy                                                         | Aaron Paul als Jesse Pinkman                                 | Outstanding Supporting Actor in a Drama Series                                                 | Gewonnen                                                     |
| 2010                                                         | Prism Awards                                                 | Aaron Paul als Jesse Pinkman                                 | Performance in a Drama Series Multi-Episode Storyline                                          | Nominiert                                                    |
| 2010                                                         | Satellite Awards                                             | Aaron Paul als Jesse Pinkman                                 | Best Actor in a Supporting Role in a Series, Mini-Series or Motion Picture Made for Television | Nominiert                                                    |
| 2010                                                         | Saturn Award                                                 | Aaron Paul als Jesse Pinkman                                 | Best Supporting Actor on Television                                                            | Gewonnen                                                     |
| 2011                                                         | Saturn Award                                                 | Aaron Paul als Jesse Pinkman                                 | Best Supporting Actor on Television                                                            | Nominiert                                                    |
| 2012                                                         | Saturn Award                                                 | Aaron Paul als Jesse Pinkman                                 | Best Supporting Actor on Television                                                            | Gewonnen                                                     |
| 2012                                                         | Screen Actors Guild Awards                                   | Ensemble von Breaking Bad                                    | Outstanding Performance by an Ensemble in a Drama Series                                       | Nominiert                                                    |